# Пёс и группа
«Пёс и группа» — российская рок-группа, основанная в конце 2009 года. Создателем и фронтменом был Евгений Гудков, умерший в январе 2020 года. На счету коллектива — 3 студийных альбома, 2 мини-альбома, несколько синглов и участий в чужих релизах.

## История
Группа была образована на рубеже 2009—2010 годов 17-летним Евгением Гудковым по прозвище Пёс, который ранее играл в красноярской блюзовой группе «Кэтфиш». Участник «Ёлочных игрушек» («ЁИ») и «Самого большого простого числа» («СБПЧ») Александр Зайцев, которому понравился дебютный альбом «Пса и группы» и ещё больше — концерт, после совместных выступлений в Красноярске и Санкт-Петербурге захотел посотрудничать с молодыми исполнителями. И вскоре показал Инне и Евгению, как записывать инструменты. Получив и прослушав демоверсии, Зайцев отметил их самодостаточность, но для одной песни всё же был дописан барабанный грув. В качестве барабанщика к группе присоединился второй участник дуэта «ЁИ» Илья Барамия.
Тизер альбома «Два лица» был представлен на сайте «Афиша» 12 октября 2011 года.

## Музыкальный стиль и признание
Весной 2010 года стиль своего нового проекта фронтмен описывал как «меланхоличный рок с саксофоном», а также отмечал ощущаемый слушателями «эмигрантский ореол». Зайцев тогда же назвал группу «очень трогательной, мудрой» и «музыкальной», признался в частом напевании песен этого коллектива и назвал его наиболее впечатлившим за год. Музыкальный журналист Александр Горбачёв описал проект как комбинацию The xx, Morphine и «Лемондэя», а музыку назвал минималистичной — в которой «много воздуха, осмысленной пустоты» и есть «собственный молчаливый грув». Редактор OpenSpace.ru Денис Бояринов сопоставил «Пса и группу» и «СБПЧ»: обе группы, по его наблюдению, «ищут лаконичный, доступный и самостийный песенный язык, чтобы рассказать о чувствах обычного скромного человека. У них отлично получается». Поэт и эмси Михаил Феничев, фронтмен проектов 2H Company и «Есть Есть Есть», неоднократно хвалил «Пса и группу» наравне с «Лемондэем» как два проявления «настоящей и при этом не привычной для русского рока музыки, с замечательными текстами».  Евгений Гудков любимыми писателями называл Воннегута, Довлатова, Гениса, Буковски, Исаака Зингера, Конана Дойля, Дж. Х. Чейза, поэтами — Пушкина, Бродского, композиторами — Моцарта, Шопена, Баха, Чайковского, Глинку, художником — Куинджи.

## Состав
- Евгений Гудков — вокал, гитара.
- Инна Маклакова — вокал, бас.
- Илья Барамия — барабаны (до 2012).
- Ева Фролкина — саксофон.

## Дискография

### Студийные альбомы
- 2009 (2010)
- «Два лица» (2011)
- «Новая кровь» (2019)

### Мини-альбомы
- «Ты будешь гореть в раю» (2010)
- «Смерть на природе» (2019)

### Синглы
- «Пружина» (2012)
- «Не убирай волосы» (2013)
- «Машина» (2015)

### Участие в релизах
| Название                       | Данные                    | Исполнитель       | Релиз                                     |
| ------------------------------ | ------------------------- | ----------------- | ----------------------------------------- |
| «Зомби 3 (Пёс И Группа Take)»  | - Выпущен: 2010           | «Сансара»         | «Зомби»                                   |
| «Ракета (Пёс и группа take 2)» | - Выпущен: 10 ноября 2010 | «Ёлочные игрушки» | «Сегодня ты узнаешь об устройстве ракеты» |
| Postaraisja Ne Zabivat'        | - Выпущен: декабрь 2011   | Galya Chikiss     | O u t p u t .                             |
| Prujina (Rave Smith Remix)     | - Выпущен: 14 января 2016 | Rave Smith        | Your Text                                 |